# Ağası Mämmädov
Ağası Mämmädov (azerbajdzjanska: Ağası Məmmədov), född 1 juni 1980 i Baku, Azerbajdzjan, är en azerbajdzjansk boxare som tog OS-brons i bantamviktsboxning 2004 i Aten. Mammadov deltog även i bantamviktsboxningen vid OS 2000 i Sydney, men nådde inte så långt att han tog medalj. 